# Aeroporto de Juiz de Fora
O Aeroporto de Juiz de Fora - Francisco Álvares de Assis, mais conhecido como Aeroporto da Serrinha (IATA: JDF, ICAO: SBJF) é um aeroporto no município de Juiz de Fora, em Minas Gerais. Foi inaugurado em 1958. Foi administrado pela INFRAERO no período de fevereiro de 1996 a agosto de 2007, atualmente é administrado pela SINART. O aeroporto é base de operações do Aeroclube de Juiz de Fora.
Em 25 de outubro de 2011 um aparelho de inspeção de bagagens por raio-x começou a operar no aeroporto para os voos que partem dele. Havia sido adquirido em junho por R$79.400.
Segundo informações da Prefeitura Municipal de Juiz de Fora , o movimento de passageiros em 2012 foi o seguinte: Embarques = 50.930 e Desembarques = 49.219. Ou seja, o total de passageiros em 2012 foi de 100.149.

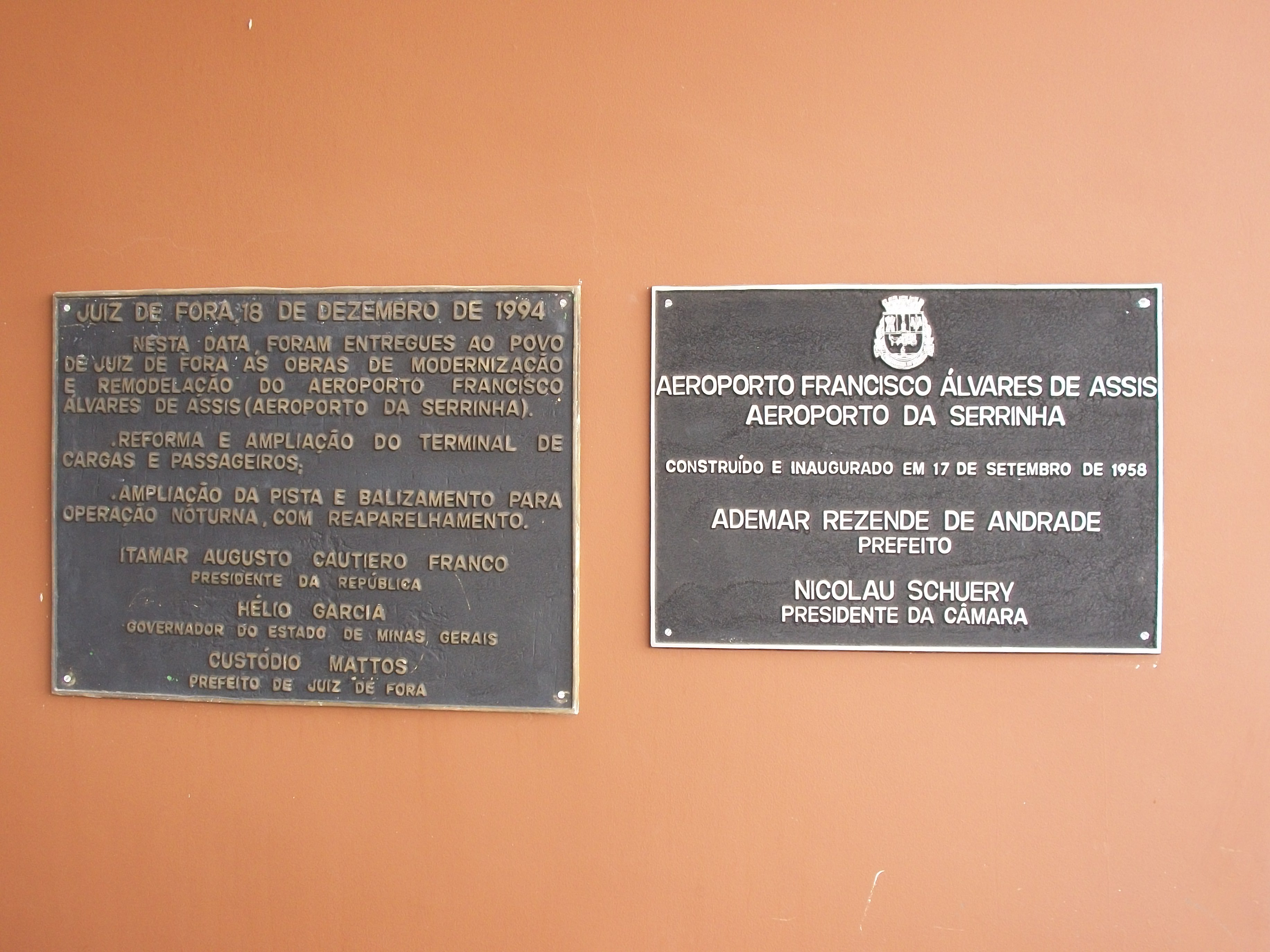
Placas de inauguração e reforma.